# Fissurella subrostrata
Fissurella subrostrata là một loài ốc biển, là động vật thân mềm chân bụng sống ở biển thuộc họ Fissurellidae.

## Miêu tả
The size of an adult shell reaches 30 mm.

## Phân bố
This marine species is found along St Vincent, West Indies